# Карлос Булгероні
Карлос Альберто Булгероні (ісп. Carlos Alberto Bulgheroni, 9 березня 1945 — 3 вересня 2016) — аргентинський підприємець, керівник найбільшої приватної нафтовою компанії в Аргентині Bridas. За підрахунками Forbes на час смерті був найбагатшим громадянином Аргентини.
Булгероні спільно зі своїм братом Алехандро керував найбільшою приватною нафтовою компанією в Аргентині Bridas. Bridas була заснована їхнім батьком в 1948 році як постачальник для національної нафтової компанії YPF. Після смерті батька в 1985 році брати Булгероні почали займатися розвідкою і видобутком нафти і газу і перетворили Bridas в незалежну компанію. У 1997 році Булгероні спільно з американською Amoco (в 2004-му її придбала BP) сформували компанію Pan American Energy. Bridas отримала в ній частку в 40 %. У 2011 році Карлос Булгероні продав 50 % акцій Bridas китайській компанії CNOOC за $3,1 млрд.
У рейтингу Forbes за 2016 рік Карлос і Алехандро Булгероні разом займали 324-й рядок, їхні статки оцінювалися в $4,8 млрд.
Помер 3 вересня 2016 в США, де проходив лікування.